# Edgardo Bauza
Edgardo Bauza (26 de gener de 1958) és un exfutbolista argentí i entrenador.

## Selecció de l'Argentina
Va formar part de l'equip argentí a la Copa del Món de 1990.